# ريكاردو ماركيز (لاعب كرة قدم)
ريكاردو ماركيز (بالإسبانية: Ricardo Márquez)‏ هو لاعب كرة قدم كولومبي في مركز الهجوم، ولد في 9 نوفمبر 1997 في سانتا مارتا في كولومبيا. لعب مع نادي ميلوناريوس.

## وصلات خارجية
- ريكاردو ماركيز (لاعب كرة قدم) على موقع قاعدة بيانات كرة القدم.إي يو (الإنجليزية)
- ريكاردو ماركيز (لاعب كرة قدم) على موقع Soccerway.com (الإنجليزية)